# Kapka Kassabova

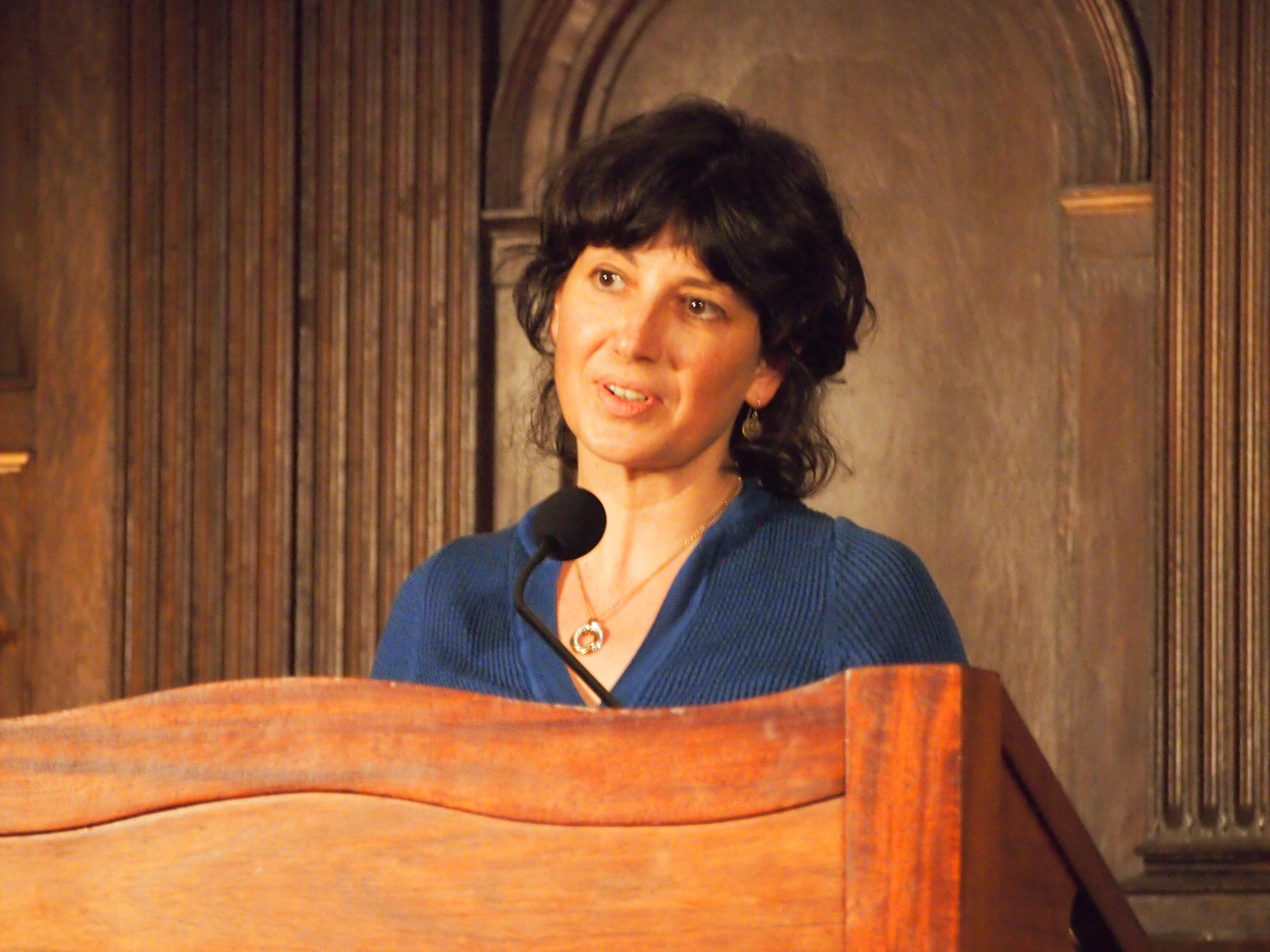
Kapka Kassabova, 2017.

Kapka Kassabova (bulgariska: Капка Касабова), född 1973 i Sofia, är en  bulgarisk poet, essäist och reseskildrare. Efter att hon som tonåring lämnade Bulgarien, så bodde hon först i flera år i Nya Zeeland, och sedan 2005 bor hon i Skottland.
Kassabova skriver sina böcker på engelska. Hennes memoarbok Gata utan namn om hennes uppväxt i en förort till Sofia, Bulgarien, under kommunismens och kalla krigets sista år har fått stor uppmärksamhet.